# Marie-Annick Bourdin
Pour les articles homonymes, voir Bourdin.
Marie-Annick Bourdin, née le 26 juillet 1959 à Flers, est une diplomate française.

## Études
Titulaire d'une licence en droit de l'université de Caen-Normandie en 1980, elle obtient une licence en études indiennes à l'INALCO et à l'université Sorbonne-Nouvelle en 1984.[réf. nécessaire]

## Carrière au ministère des affaires étrangères
En 1986, elle intègre le ministère des Affaires étrangères par la voie du concours d'Orient. Elle est rédactrice à la direction d'Asie du ministère, puis devient deuxième secrétaire de l'ambassade de France au Népal en 1989.
Experte nationale détachée entre 1999 et 2002 à la Commission européenne, puis deuxième conseillère de la politique étrangère à l'ambassade de France à Rabat (au Maroc), elle est nommée en 2011 ambassadrice de France en Zambie et au Malawi, après avoir été première secrétaire de l'ambassade de France à Antananarivo,, à Madagascar.
En 2014, elle est nommée Commissaire aux affaires internationales et européennes au Haut Conseil à l'égalité entre les femmes et les hommes, avant de devenir, du 26 octobre 2017 au 18 juillet 2019, ambassadrice extraordinaire et plénipotentiaire de la République française auprès de la république populaire du Bangladesh,,. Hossain Toufique Imam (en), conseiller politique du Premier ministre du Bangladesh, a reconnu que le rôle d'ambassadeur de Marie-Annick Bourdin a renforcé les liens économiques et échanges entre le Bangladesh et la France.

## Distinctions honorifiques
- Chevalière de l'ordre national du Mérite (2008)
- Chevalière de la Légion d'honneur (2012)[9]